# Elisa Quintana
Elisa Victoria Quintana (Silver City, 1973) è un'astronoma statunitense di lingua spagnola, specializzata in planetologia presso il Goddard Space Flight Center della NASA. La sua ricerca si concentra sul rilevamento e sulla caratterizzazione degli esopianeti e sulla loro formazione. È nota per il rilevamento di Kepler-186 f, il primo pianeta delle dimensioni della Terra trovato nella zona abitabile di una stella diversa dal Sole.

## Biografia
Quintana è nata a Silver City, nel Nuovo Messico. Suo padre, Leroy Quintana, è un poeta chicano e suo nonno era un minatore apparso nel film Il sale della terra. All'età di 9 anni si trasferì a San Diego. Ha frequentato il Grossmont College e quindi l'Università della California, San Diego, dove si è laureata in fisica. Durante i suoi studi, Quintana ha lavorato sull'astrodinamica al programma KidSat (ribattezzato EarthKAM) con la prima astronauta americana Sally Ride, professoressa a San Diego. Ha conseguito il master in scienze e fisica aerospaziale presso l'Università del Michigan e il dottorato in fisica nel 2004 sempre nell stessa università. La sua tesi di dottorato si concentra sulla formazione dei pianeti nei sistemi stellari binari. Quintana è tra i primi a studiare la possibilità della formazione di pianeti nel sistema Alpha Centauri.

## Carriera
Quintana è stata membro del Kepler Mission Team della NASA presso il NASA Ames Research Center dal 2006 al 2017. Ha lavorato come programmatrice scientifica sviluppando il gasdotto Kepler, per il quale è stata insignita del premio NASA Software of the Year nel 2010. Ha fatto parte del team che ha scoperto il primo esopianeta roccioso Kepler-10b, il primo esopianeta a orbitare attorno alla zona abitabile di un'altra stella Kepler-22b e il primo esopianeta delle dimensioni della Terra Kepler-20e.  Nel 2014, ha guidato il team che ha scoperto Kepler-186f, un esopianeta delle dimensioni della Terra in orbita nella zona abitabile di una stella nana rossa, scoperta che è stata pubblicata sulla rivista Science.
Quintana ha studiato la frequenza degli impatti giganti sugli esopianeti e ha confrontato la loro frequenza con quella della Terra. fNel 2017, si è trasferita al Goddard Space Flight Center nel Maryland, dove ricopre il ruolo di vice scienziato di progetto per il Nancy Grace Roman Space Telescope (precedentemente noto come Wide Field Infrared Survey Telescope) e vice scienziato di progetto per il satellite per l'indagine sugli esopianeti in transito.
Quintana è una delle poche scienziate ispaniche nel campo dell'astronomia.

## Premi e riconoscimenti
- 2014 - Premio Lupe Ontiveros Dream.[12]
- 2015 - Premio Scienziato dell'anno 2015 da Great Minds in STEM per la scoperta di Kepler-186f.[13][14]
- 2019 - Premio Goddard Space Flight Center Honors 2019 - Leadership.[15]
- 2020 - Premio d'Onore 2020 - Medaglia per le pari opportunità di lavoro.[16]

## Opere selezionate
Elisa Quintana ha pubblicato numerose pubblicazioni su argomenti di astronomia, in particolare sulla missione Keplero.
- Borucki, WJ, Koch, D., Quintana, E. , Basri, G., Batalha, N., Brown, T., Caldwell, D., ... & Prsa, A. , 2010.[17]
- Koch, DG, Borucki, WJ, Quintana, E. , Basri, G., Batalha, NM, Brown, TM, Caldwell, D., ... & Wu, H. , 2010.[18]
- Jenkins, JM, Caldwell, DA, Chandrasekaran, H., Twicken, JD, Bryson, ST, Quintana, E.V. , ... & Borucki, WJ , 2010.[19]
- Quintana, E.V. , Adams, FC, Lissauer, JJ e Chambers, JE , 2007[20]